# Den Helder
Den Helder (nizozemska izgovorjava: [dɛn ˈɦɛldər] ()) je občina in mesto na Nizozemskem, v provinci Severna Holandija. Den Helder se nahaja na najsevernejši točki polotoka Severna Holandija. Je glavno pomorsko oporišče Nizozemske. Iz Den Helderja je trajektna povezava, ki jo opravlja Royal TESO z bližnjim nizozemskim Vatskim otokom Texel na severu.

## Zgodovina
Prvotni starejši del mesta je bil Huisduinen, sam Helder pa bližnji manjši zaselek. Ko so v bližini Helderja zgradili pristanišče, je vas začela rasti in kasneje namesto Huisduinena postala sedež lokalne uprave. Zaradi svoje strateške lege na konici polotoka Severne Holandije je bilo na tem območju zgrajenih več utrdb.
Den Helder je zgodovinsko imel pomembno vlogo v nizozemskem ladijskem prometu. V nizozemski zlati dobi so pri Den Helderju zbirale ladje  na poti na svetovna morja.
Dne 23. januarja 1795 so Francozi v globoko zamrznjenem pristanišču mesta zajeli 14 nizozemskih ladij in 850 topov.  Leta 1799 je bilo mesto tarča anglo-ruske invazije na Nizozemsko.
V dvajsetih letih 19. stoletja so od Amsterdama do Den Helderja izkopali Severnohollandski kanal. Svetilnik Lange Jaap je bil zgrajen leta 1877 in je s 63.45 m  najvišji svetilnik iz litega železa v Evropi.  V drugi svetovni vojni je bil večji del mesta evakuiran, staro mestno jedro pa uničeno.

## Geografija

### Podnebje
Den Helder je na konici nižinskega polotoka, ki štrli v Severno morje . Zaradi tega morsko okolje močno ublaži podnebje v Den Helderju. Poleg tega je Den Helder eno najbolj sončnih mest na Nizozemskem.

### Poselitveni centri
Občino Den Helder sestavljajo naslednja mesta, kraji, vasi in/ali okrožja: Den Helder, Huisduinen, Julianadorp in zaselki Friese Buurt in De Kooy.

### Topografija
Nizozemski topografski zemljevid Den Helder (mesto), marec 2014.

## Pomorska baza
Den Helder je bil kraj pomorske baze že v 18. stoletju. Anglo-ruske invazijske sile so se avgusta 1799 izkrcale pri Den Helderju in tam zajele batavsko mornarico (glej bitko pri Castricumu). Francoski cesar Napoleon Bonaparte, ki je leta 1811 obiskal Den Helder, je bil navdušen nad strateško lego mesta in je ukazal gradnjo utrdbe (Kijkduin) in pomorskih pristanišč (Willemsoord). Doki so bili zgrajeni v letih 1813–1827. Leta 1947 je uradno postal glavno središče operacij kraljeve nizozemske mornarice. Den Helder je še danes glavno oporišče mornarice. Kraljeva nizozemska mornariška šola se nahaja tudi v mestu, prav tako nizozemski mornariški muzej.
Stare mornariške ladjedelnice Willemsoord, ki se nahajajo na severu mesta, so zdaj restavracije, kino in drugi rekreacijski objekti. Mornariški doki in uprava so bili premaknjeni na novo lokacijo bolj vzhodno.

## Transport
- Den Helder
- Den Helder Zuid (Južni Den Helder)

Do Den Helderja ne vodi avtocesta.

## Lokalna vlada
Občinski svet Den Helderja sestavlja 31 svetnikov.

## Pomembni ljudje

### Javne osebe
- Frans van Anraat (rojen 1942), poslovnež, ki je Saddam Husseinu prodaj surovine za proizvodnjo kemičnega orožja
- Marleen Barth (rojen 1964), političarka, sindikalna voditeljica in novinarka
- Petrus Johannes Blok (1855–1929) Nizozemski zgodovinar
- Edward W. Bok (1863-1930), Nizozemsko-Ameriški urednik, dobitnik Pulitzerjeve nagrade

### Umetnost
- Dick Ket (1902–1940) nizozemski magični realistični slikar tihožitij in avtoportretov
- Hanco Kolk (rojen 1957) nizozemski risar in stripar
- Anton Pieck (1895-1987), slikar in grafik